# Шубинское
Шу́бинское — село в Барабинском районе Новосибирской области. Административный центр Шубинского сельсовета.

## География
Площадь села — 49 гектаров.

## История
Основано в 1932 году. В 1976 году указом Президиума Верховного Совета РСФСР посёлок фермы № 1 совхоза «Шубинский» переименован в село Шубинское.

## Население
| 2002 | 2007 | 2010 |
| ---- | ---- | ---- |
| 616  | ↘591 | ↘519 |

## Инфраструктура
В селе по данным на 2007 год функционируют 1 учреждение здравоохранения, 2 образовательных учреждения.